# Komitat Szörény
Das Komitat Szörény (ungarisch Szörény vármegye) war eine Verwaltungseinheit im Königreich Ungarn. Das Komitat existierte seit 1873 und wurde 1881 mit dem Komitat Krassó zum Komitat Krassó-Szörény vereinigt. Verwaltungssitz war Karánsebes (rum. Caransebeș).
Das Komitat entstand aus der Banater Militärgrenze mit den Verwaltungsbezirken Karánsebes, Bozovics, Teregova und Orsova. Das Gebiet hatte 1873 104.886 Einwohner und liegt heute in Rumänien, größtenteils im Kreis Caraș-Severin.

## Quelle
- István Diós et al.: Szörény vármegye. In: Magyar katolikus lexikon. Band 13. Szent István Társulat, Budapest 2008 (katolikus.hu).